# Морлакки, Джузеппина
Джузеппина Морлакки (итал. Giuseppina Morlacchi, англ. Giuseppina Morlacchi; 1846, Милан — 25 июня 1886, Лоуэлл) — итальянская и американская балерина и танцовщица.

## Биография
Джузеппина Морлакки родилась в Милане, окончила балетную школу театра «Ла Скала». Она дебютировала на сцене в Генуе в 1856 году. В 1867—1872 годах она гастролировала по США. Морлакки была первой танцовщицей, которая исполнила на американской сцене канкан.
В 1872 году Морлакки сыграла в спектакле «Скауты прерий», в котором принимали участие писатель Нед Бантлайн, скауты и охотники Буффало Билл и Техас Джек. В 1873 году Морлакки и Омохундро поженились. Пара поселилась в Лоуэлле (Массачусетс) и купила ещё один дом в Лидвилле (Колорадо). После смерти мужа в 1880 году в Лидвилле Морлакки вернулась в Лоуэлл, где жила со своей сестрой. Она умерла от рака в 1886 году.